# Liste der neuseeländischen Botschafter in Osttimor
Die Botschaft Neuseelands in Osttimor befindet sich in der 19 Rua de Ermera (ehemals Rua Jeremias), Motael, in der Landeshauptstadt Dili.

## Geschichte

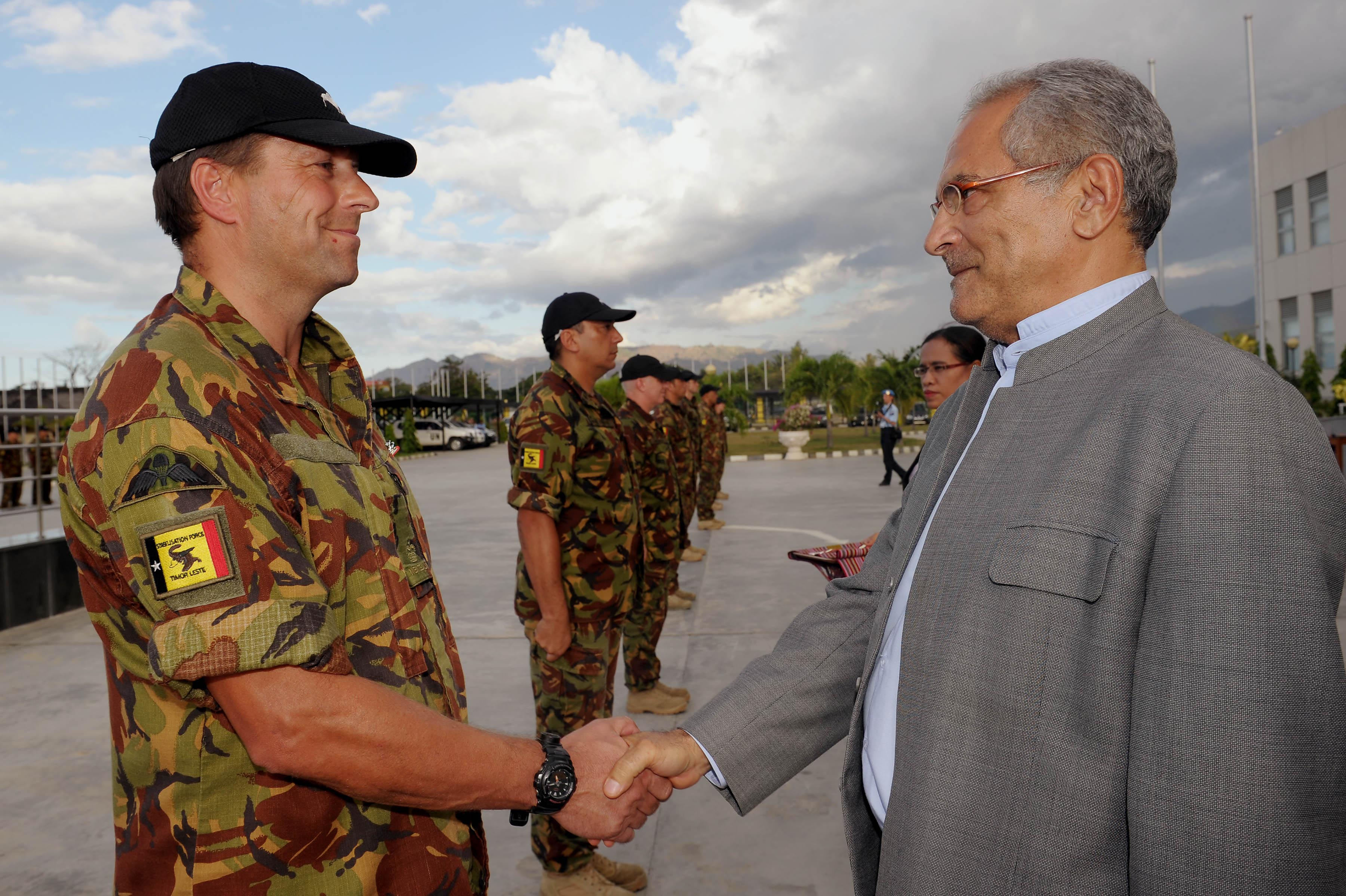
Osttimors Präsident José Ramos-Horta gratuliert dem neuseeländischen Major Andrew Mackenzie-Everett nach der Verleihung der Timor-Leste Solidarity Medal (2011)

Neuseeland und Osttimor unterhalten freundschaftliche Beziehungen.
Neuseeland war einer der Haupttruppensteller bei den verschiedenen UN-Missionen zur Stabilisierung Osttimors von 1999 bis 2012.

## Liste der Botschafter

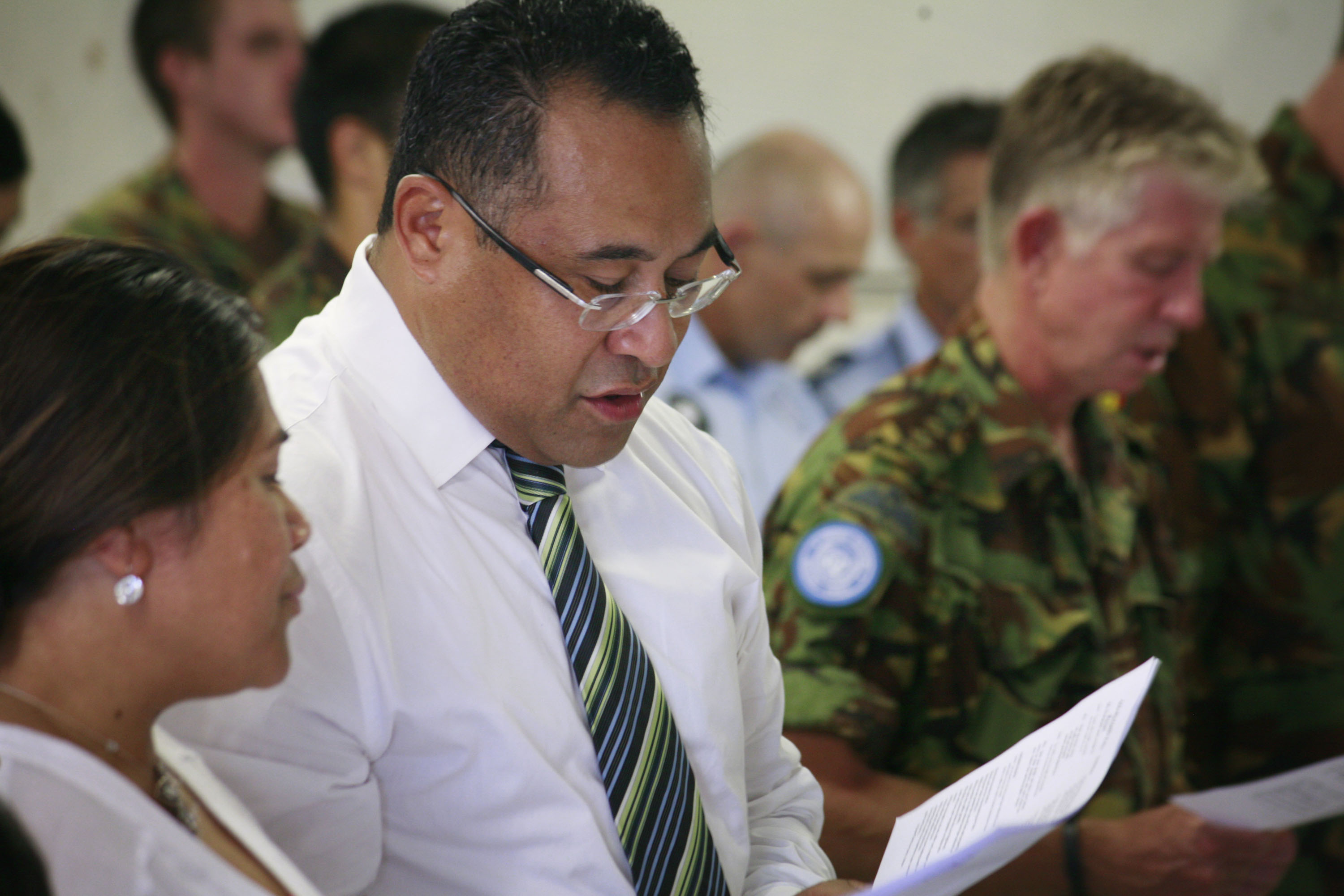
Tony Fautua, Botschafter von 2011–2014

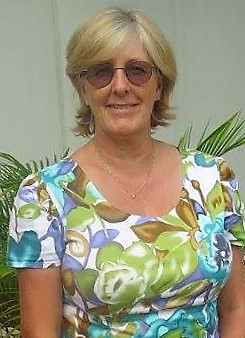
Vicki Poole (2016)

| Name                     | Amtszeit  | Bemerkungen                                                               |
| ------------------------ | --------- | ------------------------------------------------------------------------- |
| Jonathan Austin          | 2000–2002 | Repräsentant                                                              |
| James Hill               | 2008–2011 | Repräsentant                                                              |
| Jonathan Austin          | 2002      | Generalkonsul                                                             |
| Susannah Gordon          | 2002–2004 | Generalkonsulin                                                           |
| Peter Guinness           | 2004–2005 | Generalkonsul                                                             |
| Ruth Nuttall             | 2005–2008 | Botschafterin                                                             |
| Tim McIvor               | 2008–2010 | Botschafter                                                               |
| Tony Fautua              | 2011–2014 | Botschafter                                                               |
| Jonathan Douglas Schwass | 2014–2016 | Botschafter, Akkreditierung: 24. Februar 2014                             |
| Vicki Barbara Poole      | 2016–2019 | Botschafterin, Akkreditierung: 3. Mai 2016 Verabschiedung: 11. April 2019 |
| Philip Hewitt            | seit 2019 | Botschafter, Ernennung: 18. Oktober 2018                                  |